# Philip Morris
Philip Morris är ett cigarettmärke som marknadsförs av företaget Philip Morris International (PMI) som i sin tur ägs av företaget Altria Group. Philip Morris är PMI:s tredje största cigarettmärke efter Marlboro och L&M, sett till försäljning. År 2007 sålde företaget 37 miljarder cigaretter världen över.